# Завишино
Завишино — (біл. вёска Завішына), село (веска) в складі Логойського району розташоване в Мінській області Білорусі, підпорядковане Нестановицькій сільській раді.
Село Завишино розташоване в центральних районах Білорусі, у північній частині Мінської області.